# Wondžu

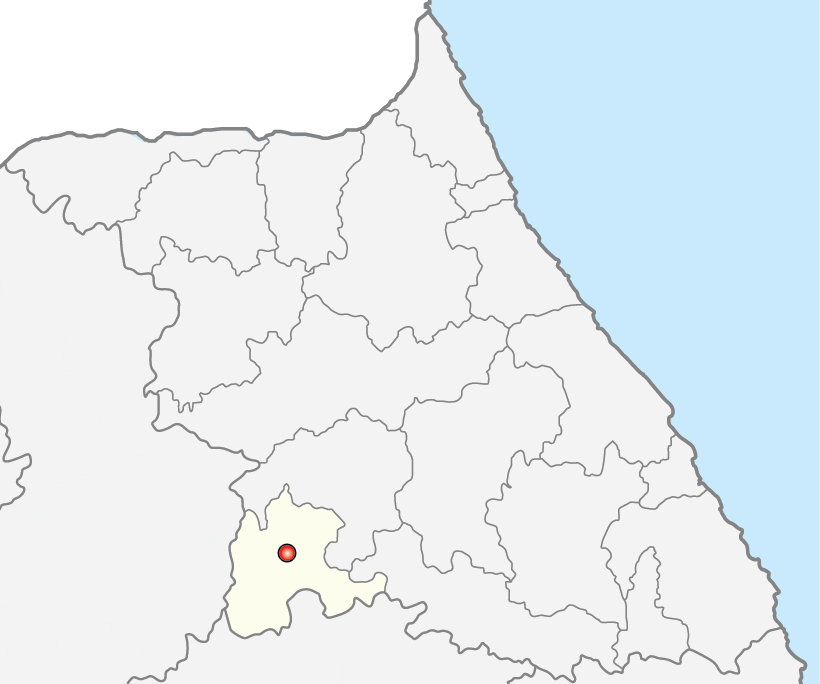
Wondžu v provincii Kangwon-do

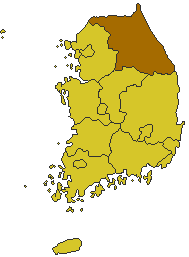
Poloha provincie Kangwon-do

Wondžu (korejsky 원주) je jihokorejské město. Nachází se v severovýchodní části území, v provincii Kangwon (강원도). Na území o rozloze 867km² zde žije přibližně 310 000 obyvatel (údaj z roku 2010).
Přibližně deset kilometrů severně od centra města leží letiště Wondžu.

## Administrativní rozdělení
- Čidžong-mjon (지정 면)
- Hodži-mjon (호저면)
- Hongop-mjon (흥업 면)
- Kwirä-mjon (귀래면)
- Munmak-up (문막읍)
- Pchanbu-mjon (판부 면)
- Puron-mjon (부론면)
- Sinrim-mjon (신림면)
- Sočcho-mjon (소초 면)

## Partnerská města
- Belfast, Spojené království

- Ičikawa, Japonsko

- Roanoke, USA (od 21. ledna 1965)
- Che-fej, Čína (od 20. června 2002)
- Edmonton, Kanada (od 3. listopadu 1998)
- Jen-tchaj, Čína (od 24. října 2000)